# Église de Saint-Masmes
L'église de Saint-Masmes est une église catholique située sur la commune de Saint-Masmes dans le département de la Marne, en France.

## Historique
L'édifice est classé au titre des monuments historiques en 1921. Elle est dédiée à saint Georges et saint Vrain.

## Mobilier
Une cloche du XVIe siècle est classée ainsi qu'une Vierge à l'enfant qui tient Jésus enfant et jouant avec un oiseau. À l'extérieur de la façade du portail, sur la gauche de la porte, deux inscriptions appliquées, l'une sur la muraille même de l'église, l'autre sur le contrefort qui fait saillie. La première dédicace, datée de 1595,  porte le nom de Nicolas Nouvelet ; la seconde inscription datée de 1678, relate les fondations établies de son vivant par Jean Nouvelet, bourgeois de Reims et de son épouse Nicole Pietre.

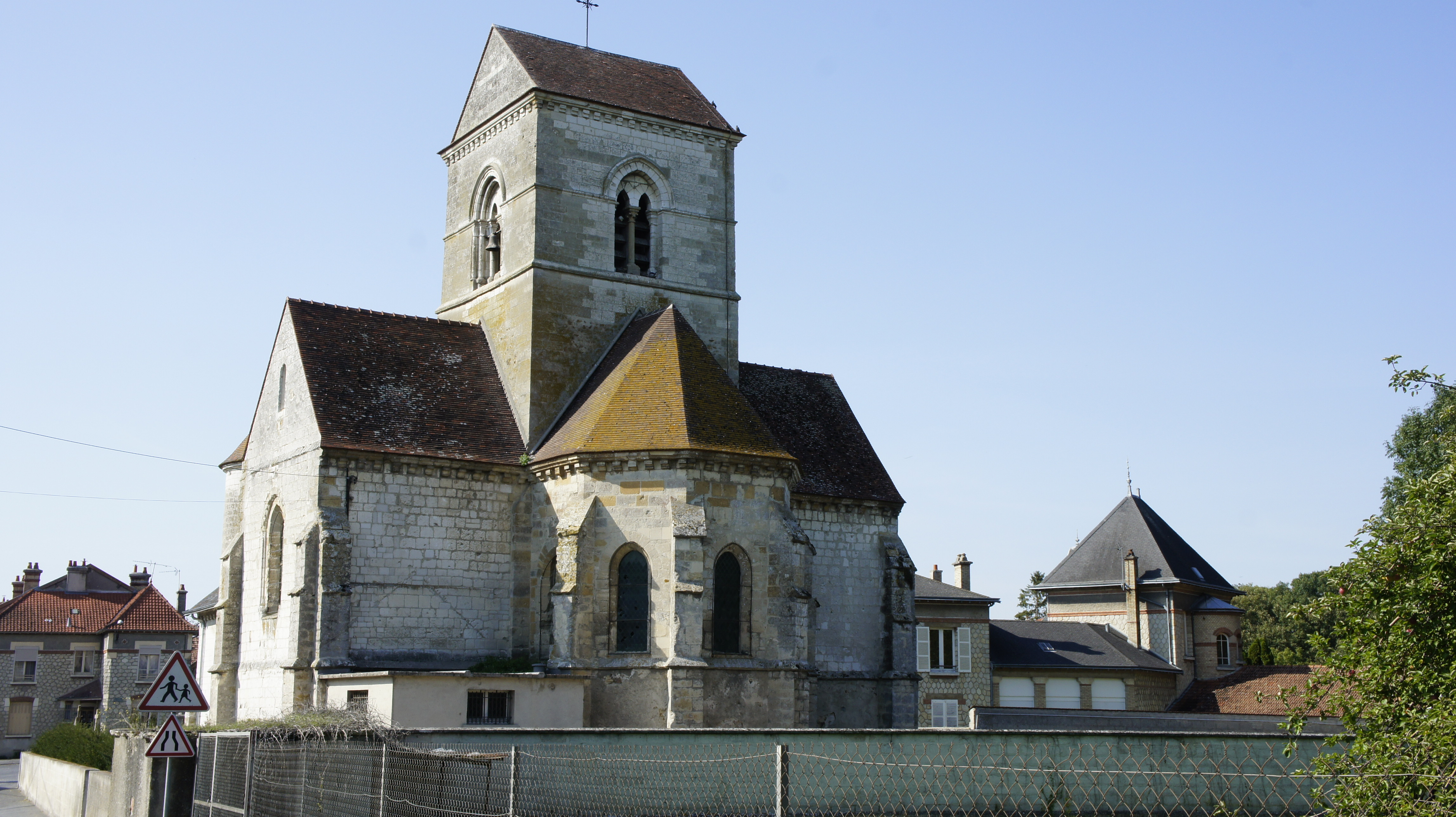
L'abside.
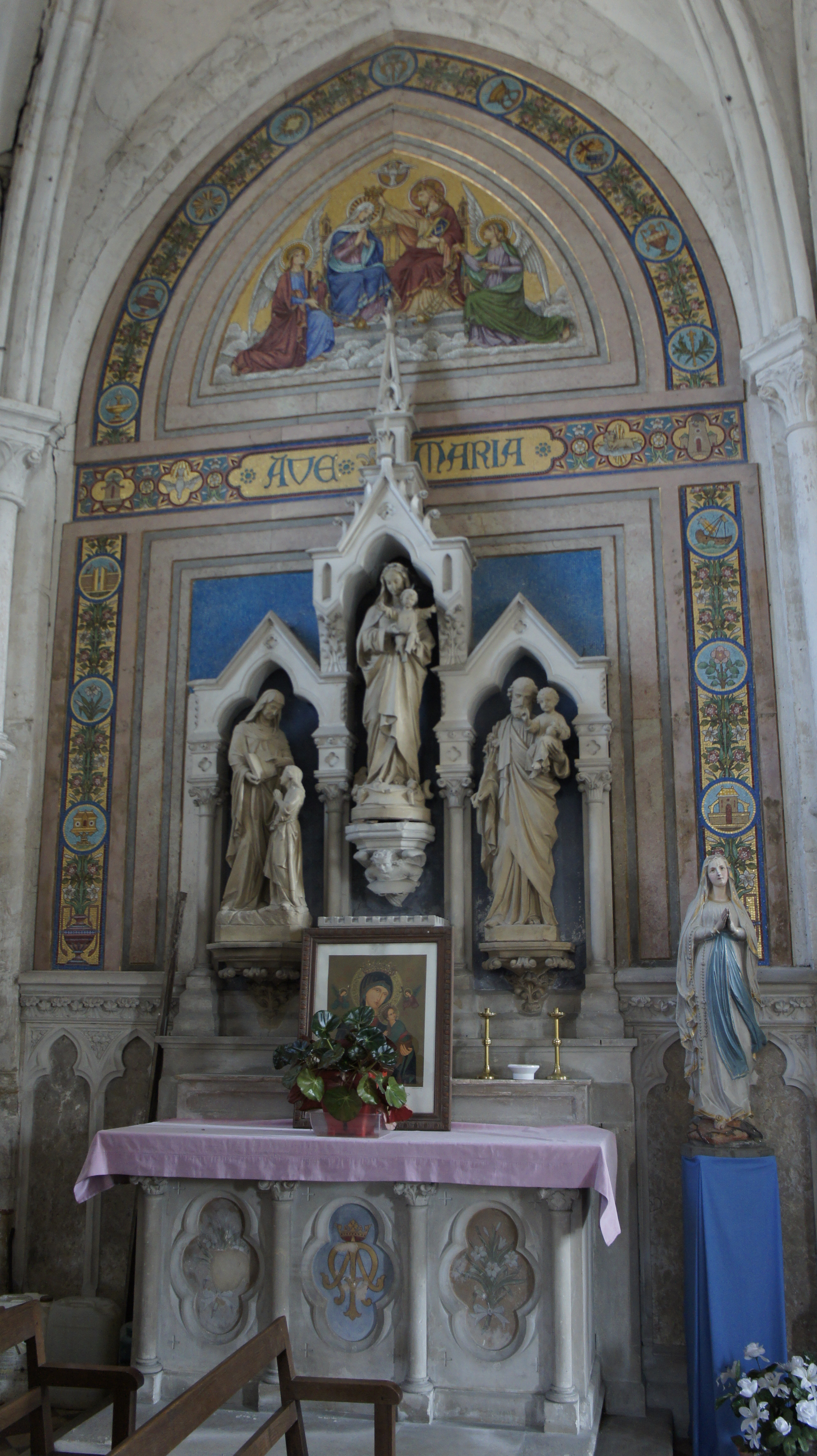
Un autel latéral.
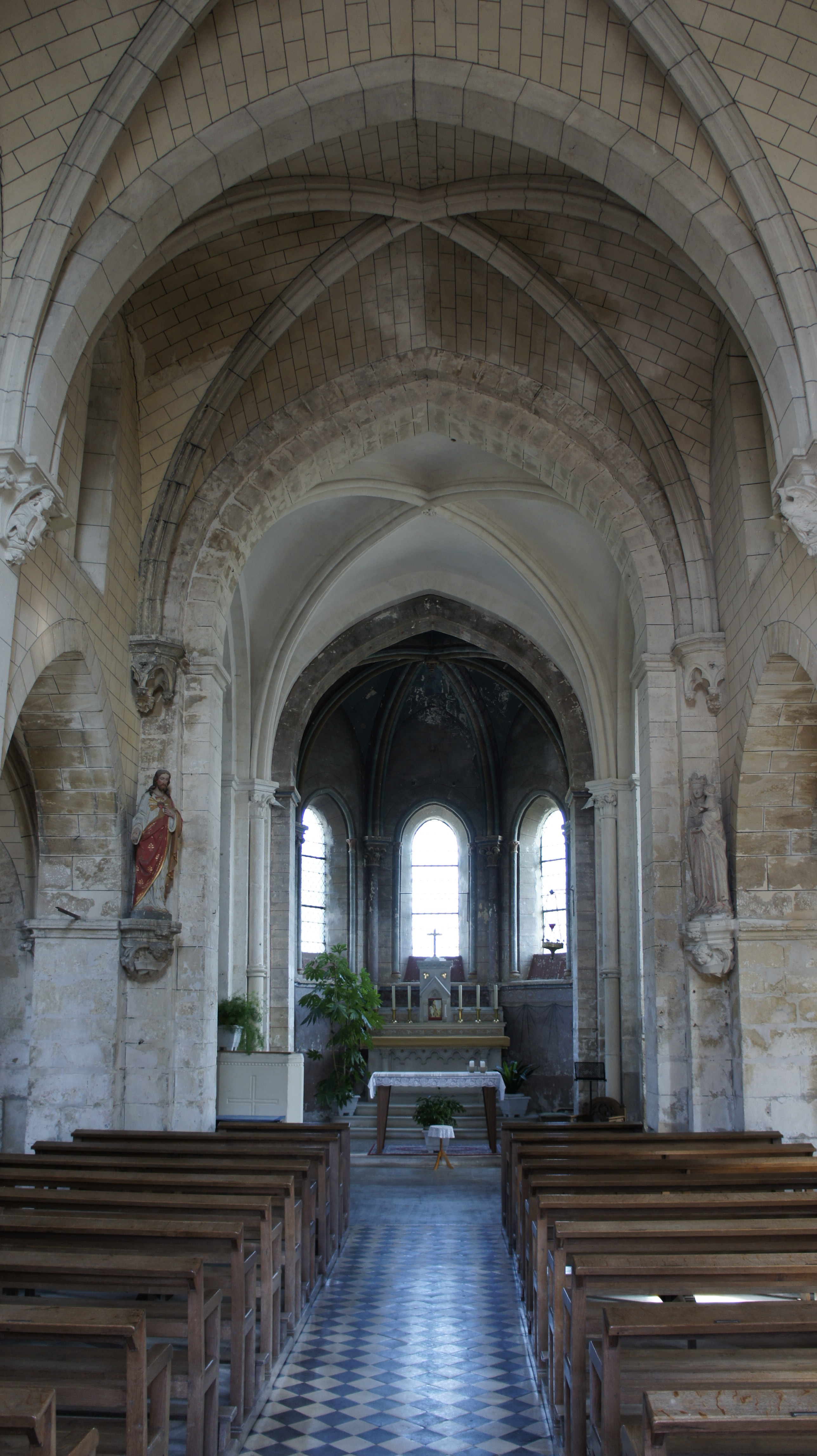
La nef.
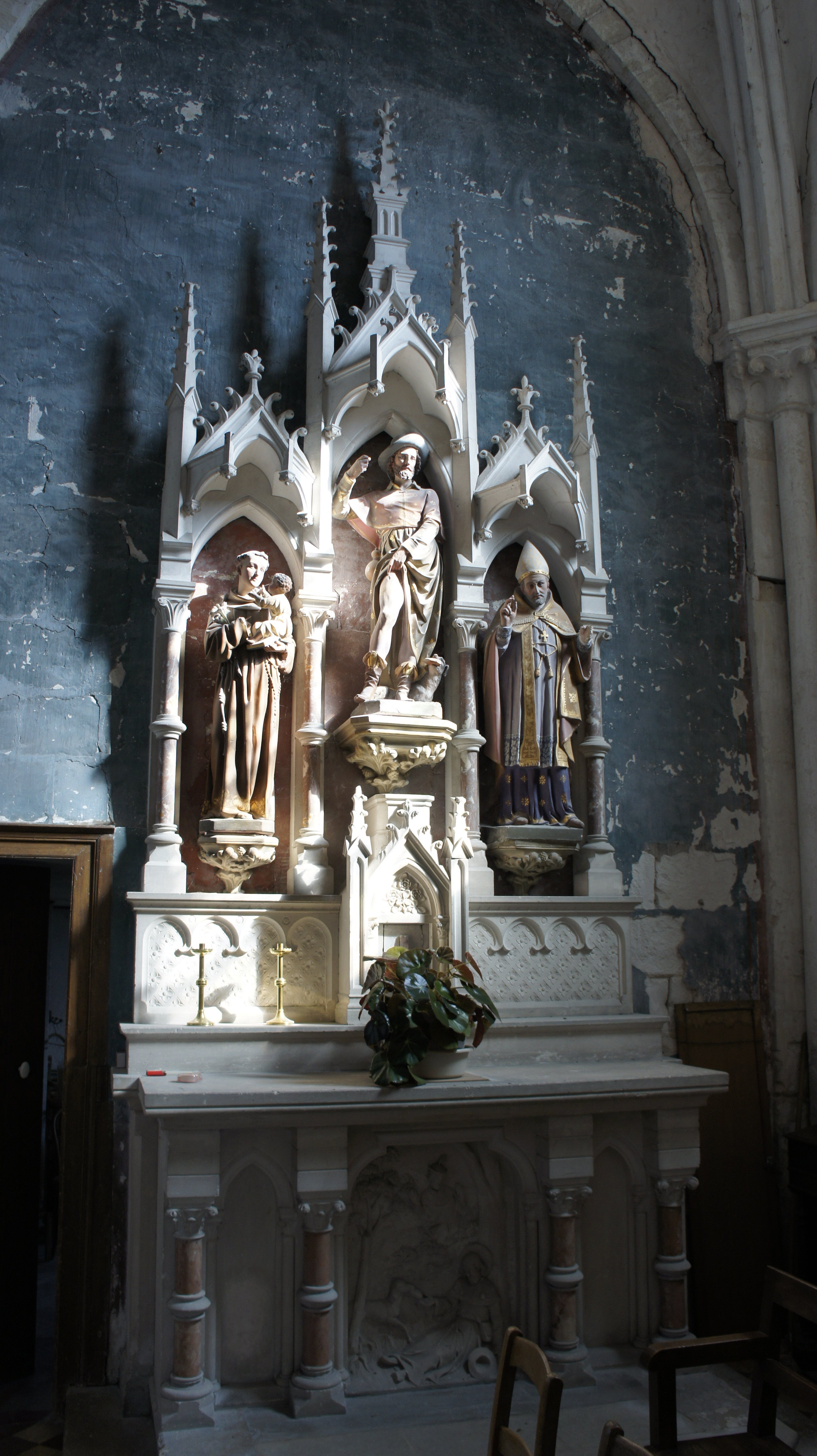
Autel latéral.